# Quebrada Cortadera
La quebrada Cortadera es un curso natural de agua intermitente que desemboca en la quebrada Paipote.

## Historia
Luis Risopatrón lo describe en su Diccionario Jeográfico de Chile (1924):: 260 
Cortadera (Quebrada de La) 27° 11' 69° 39'. De corta estension, los pórfidos ocupan su fondo, corre hácia el NW i desemboca en la márjen S de la de Paipote, en las vecindades de La Vega Redonda. 156; i 161, I, p. 188.